# Nick Ansell
Nicolas Clive Ansell, meglio noto come Nick Ansell (Melbourne, 2 febbraio 1994), è un calciatore australiano, difensore del Nakhon Ratchasima.

## Carriera

### Club
Cresciuto nel Melbourne Victory, dopo cinque stagioni disputate in prima squadra il 12 maggio 2017 si svincola dal club australiano; il 20 giugno firma un biennale con il Tondela. Il 22 luglio 2018 fa ritorno ai Blues, legandosi con la squadra della sua città natale fino al 2020.

### Nazionale
Ha giocato nelle nazionali giovanili australiane Under-17, Under-20 ed Under-23.

## Statistiche

### Presenze e reti nei club
Statistiche aggiornate al 27 ottobre 2018.
| Stagione                 | Squadra                  | Campionato               | Campionato | Campionato | Coppe nazionali | Coppe nazionali | Coppe nazionali | Coppe continentali | Coppe continentali | Coppe continentali | Altre coppe | Altre coppe | Altre coppe | Totale | Totale | Totale |
| Stagione                 | Squadra                  | Comp                     | Pres       | Reti       | Comp            | Pres            | Reti            | Comp               | Pres               | Reti               | Comp        | Pres        | Reti        | Pres   | Reti   |        |
| ------------------------ | ------------------------ | ------------------------ | ---------- | ---------- | --------------- | --------------- | --------------- | ------------------ | ------------------ | ------------------ | ----------- | ----------- | ----------- | ------ | ------ | ------ |
| 2012-2013                | Melbourne Victory        | AL                       | 8          | 0          | -               | -               | -               | -                  | -                  | -                  | -           | -           | -           | 8      | 0      |        |
| 2013-2014                | Melbourne Victory        | AL                       | 12+2       | 0          | -               | -               | ACL             | 4                  | 1                  | -                  | -           | -           | -           | 18     | 1      |        |
| 2014-2015                | Melbourne Victory        | AL                       | 20+2       | 1          | FFA Cup         | 0               | 0               | -                  | -                  | -                  | -           | -           | -           | 22     | 1      |        |
| 2015-2016                | Melbourne Victory        | AL                       | 7+1        | 0          | FFA Cup         | 0               | 0               | ACL                | 7                  | 1                  | -           | -           | -           | 15     | 1      |        |
| 2016-2017                | Melbourne Victory        | AL                       | 19         | 0          | FFA Cup         | 3               | 0               | -                  | -                  | -                  | -           | -           | -           | 22     | 0      |        |
| 2017-2018                | Tondela                  | PL                       | 8          | 0          | TdP+TdL         | 1+1             | 0               | -                  | -                  | -                  | -           | -           | -           | 10     | 0      |        |
| 2018-2019                | Melbourne Victory        | AL                       | 1          | 0          | FFA Cup         | 1               | 0               | ACL                | 0                  | 0                  | -           | -           | -           | 2      | 0      |        |
| Totale Melbourne Victory | Totale Melbourne Victory | Totale Melbourne Victory | 67+5       | 1          |                 | 4               | 0               |                    | 11                 | 2                  |             | -           | -           | 87     | 3      |        |
| Totale carriera          | Totale carriera          | Totale carriera          | 75+5       | 1          |                 | 6               | 0               |                    | 11                 | 2                  |             | -           | -           | 97     | 3      |        |

## Palmarès

### Club

#### Competizioni nazionali
- Campionato australiano: 1

Melbourne Victory: 2014-2015
- FFA Cup: 1

Melbourne Victory: 2015